# Medinaceli

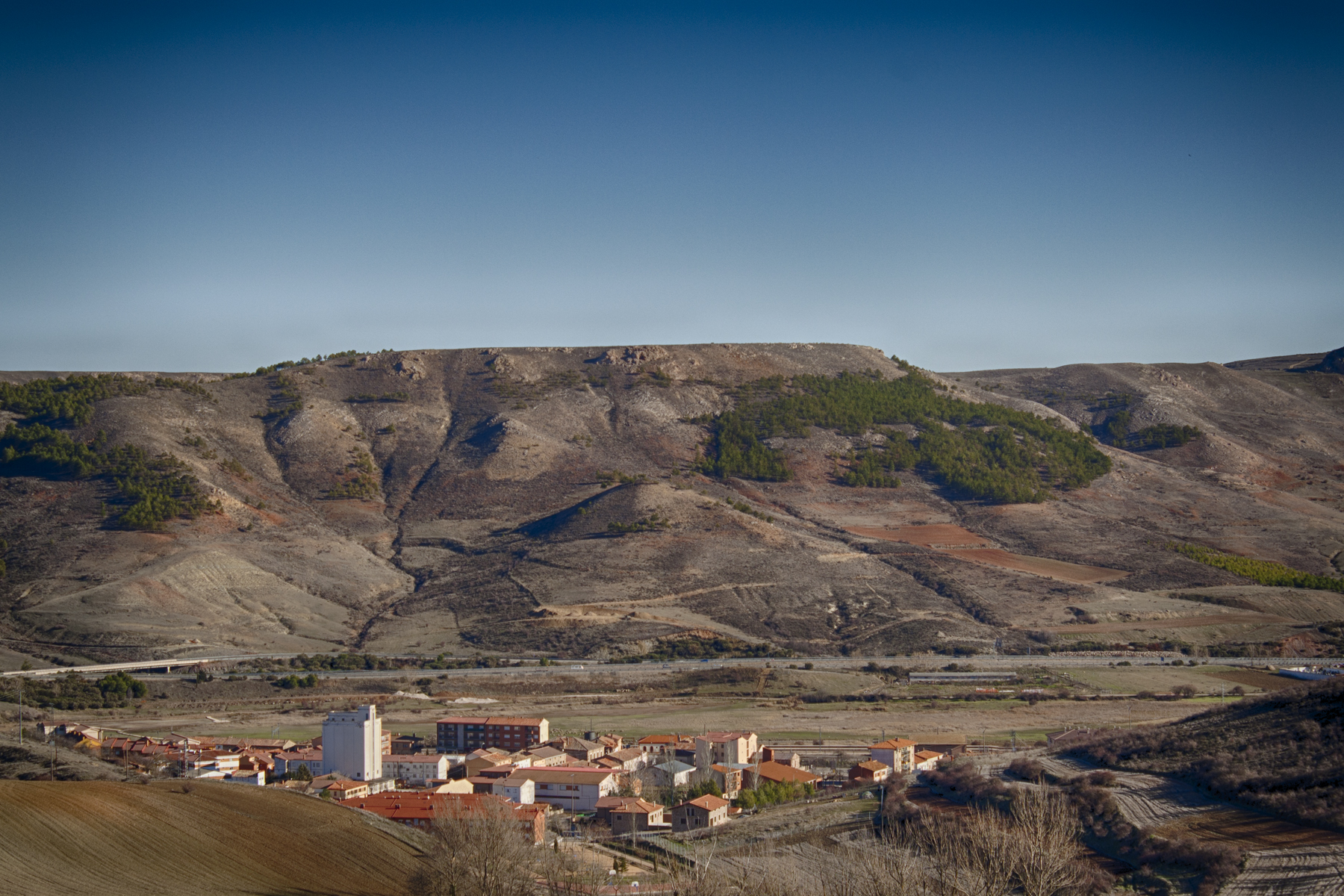
Barrio de la Estación.

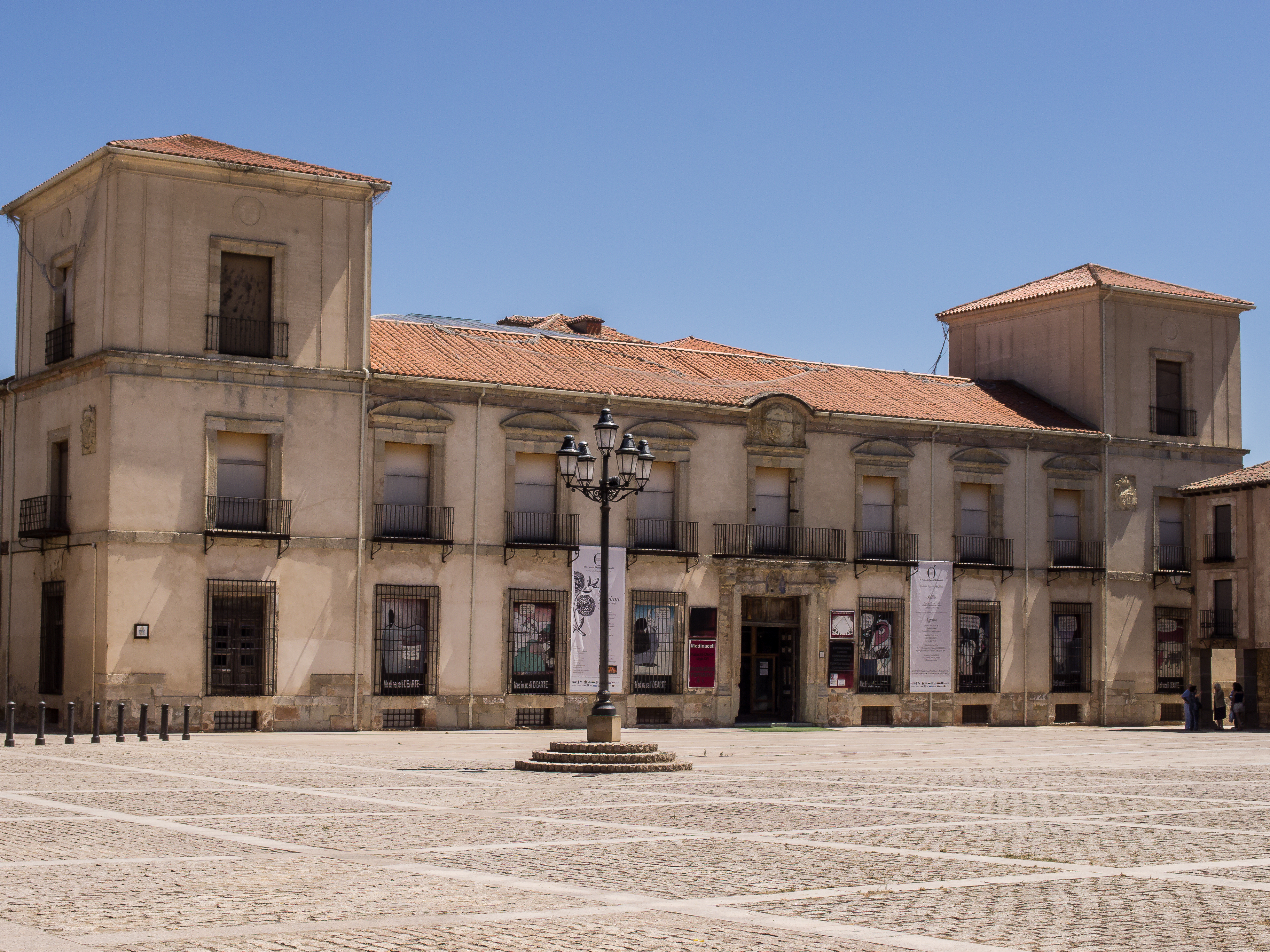
Palacio Ducal.

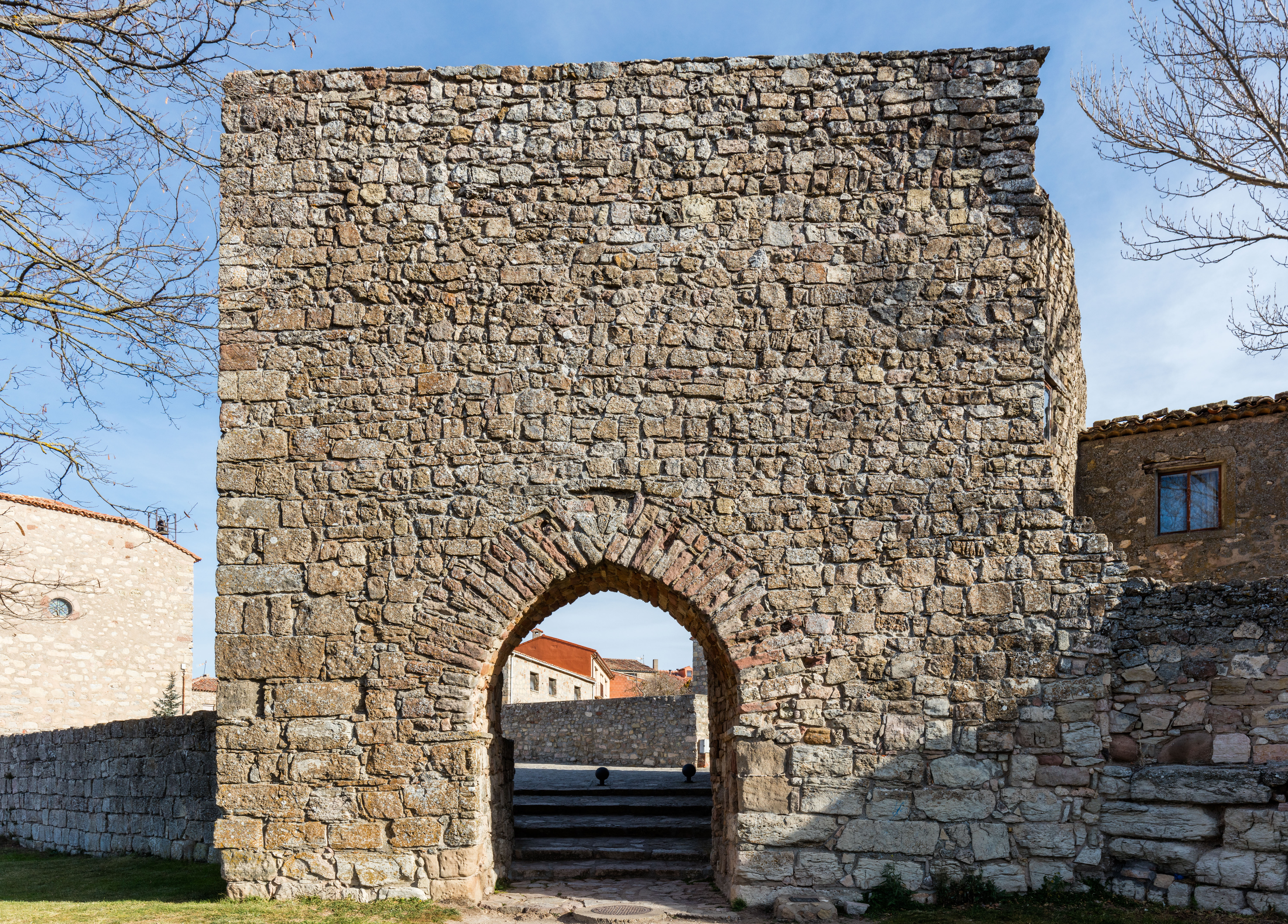
Puerta Árabe.

Medinaceli (spanskt uttal: [meðinaˈθeli]) är en ort och kommun i provinsen Soria i den autonoma regionen Kastilien och León i norra Spanien. Orten ligger cirka 66 kilometer söder om Soria. Kommunen har 671 invånare (2024), på en yta av 205,37 km². Det är den historiska huvudorten i comarcan Tierra de Medinaceli.

## Etymologi
Namnet Medinaceli är, liksom många andra spanska geografiska namn, en anpassning av arabiskans مدينة سالم madīnat salīm ("Salims stad").

## Historia
Medinaceli var gränsort mellan kristenheten och muslimerna. Ortens labyrintliknande gator mycket trånga.
Orten var en strategisk enklav av hög magnitud under sekler, tack vare sin geografiska belägenhet. Kalifen al-Mansur tros ha kommit till ortens arabiska fästning för att dö år 1002, förmodligen på reträtt efter slaget vid Calatañazor. Likaledes, under spanska självständighetskriget, befäste sig Juan Martín Díez ”El Empecinado” på platsen, inför attacken från Napoleon I:s armé.
Omkring 1129 erövrade Alfons I av Aragonien, kallad "krigaren", slutligen territorierna alto (övre) Jalón, med Medinaceli och Sigüenza, och enklaven Molina. Kort tid därefter gick det över i kastilianska händer.
Strax före mitten av 1800-talet utgjorde samhället en kommun (municipio) i regionen Gamla Kastilien, och räknade 398 hushåll och 1 600 invånare (1842). Senare under 1800-talet minskade kommunen i storlek, på grund av att Salinas de Medinaceli blev självständig. Kommunen växte åter vid 1900-talets slut då Medinaceli inkorporerade kommunerna Beltéjar, Benamira, Blocona, Esteras de Medina, Fuencaliente de Medina och Salinas de Medinaceli. Fuencaliente hade i sin tur inkorporerat Azcamellas och Torralba del Moral.

## Läge
Under 1900-talet flyttades det ekonomiska och administrativa centrumet från det historiska kärnan på höjden av mesetan till den nya stadsdelen Barrio de la Estación, vid foten av mesetan. Vid platsen går dalgångarna Arbujuelo och Jalón samman, och Barrio de la Estación passeras av motortrafikled och järnväg.

## Orter
Orter (núcleos) i kommunen Medinaceli (inom parentes invånarantal 1 januari 2023):

- Arbujuelo (8)
- Azcamellas (8)
- Beltejar (22)
- Benamira (3)
- Blocona (11)
- Esteras de Medinaceli (17)
- Fuencaliente de Medinaceli (20)
- Lodares (12)
- Medinaceli (122)
- Estación de Medinaceli (369)
- Salinas de Medinaceli (47)
- Torralba del Moral (40)

## Kulturarv
- Romerska bågen: Konstruerad under perioden 0–400 e.Kr. är det den enda bågen i Spanien med tre valv. Nyligen har restaureringsarbeten avslutats, varför man åter kan se den kompletta konstruktionen, nu förstärkt med cement. Den utsågs till spanskt kulturarv inom kategorin monument den 9 augusti 1930.[4]

- Castillo: Från dalen syns också de rekonstruerade resterna av castillo, slottet, som för närvarande används som kyrkogård, men tidigare var en arabisk fästning och sedan residens för hertigen av Medinaceli till dess han flyttade till Palacio Ducal som med sina balkonger vetter mot Plaza Mayor.

- Colegiata: På sin tid fanns i hertigdömet Colegiata de Nª Señora de la Asunción (”Kollegiet av Jungfru Marie himmelsfärd”), vars abbotar kämpade under sekler mot biskoparna i Sigüenza för att få behålla sina privilegier, och där man dyrkar en målning av Cristo de Medinaceli.

- Plaza Mayor: Stora torget är helt restaurerat och numera asfalterat. Ytan uppgår till 5000 m² och det är beläget på platsen för det gamla forum romanum. Palacio Ducal sluter den östra sidan och på den södra sidan ligger Alhóndiga, från 1500-talet, på vars övre våning rådsförsamlingen låg, medan den undre våningen och de två arkaderna med halvcirkel- och ellipsformade bågar på pelare var reserverade för handel och i dess bakre del låg fängelset.

- Palacio Ducal: Detta renässanspalats konstruerades under 1500-talet som residens för familjen Medinaceli, vars vapensköldar kan ses på fasaden. Palatset övergavs och under 1800-talet förföll det till nästan rena ruinen. I detta skick befann det sig under decennier till dess man delvis slutförde restaureringsarbetena som hade satts igång i slutet av 1990-talet. I december 2008 invigdes ett museum med kulturella utställningar, med tio salar som upptog praktiskt taget hela undre våningen i det gamla palatset.[5] Utnämnt till kulturarv Bien de Interés Cultural i kategorin "Monument" den 1 juni 1979.[4]

- Convento: I väl bibehållet skick står Convento de Santa Isabel (1500-talet), tillsammans med kyrkan San Martín. Detta konvent för Sankta Klaras orden är det enda som fortfarande är i aktivt bruk av de fyra som tidigare fanns i staden.

- Beaterio: Det gamla klostret San Román ligger i ruiner. Troligen var det tidigare en synagoga.

- Historisk del (Conjunto histórico): Utsågs till spanskt kulturarv inom kategorin historisk anläggning den 28 november 1963.[4]